# 青空銀行
青空银行（日语：株式会社あおぞら銀行）是总部位于日本东京都的一家商业银行。

## 历史
其前身是1957年4月建立（当时叫日本不动产銀行）、1998年破产的日本債券信用銀行。2000年9月，软银集团、欧力士和東京海上火災保险组成的投资集团以800亿日元的价格将日本债券银行买下。2001年1月4日改现名，2006年4月1日转型为普通銀行。
2009年4月25日，青空银行宣布将和新生银行合并，但由于新生银行经营状况不佳，最终交易在2010年5月宣告终止。